# Passô (Vila Verde)
Passô é uma povoação portuguesa do Município de Vila Verde que foi sede da extinta Freguesia de Passô, freguesia que tinha 2,16 km² de área e 208 habitantes (2011), e, por isso, uma densidade populacional de 96,3 hab/km².
A Freguesia de Passô foi extinta (agregada) em 2013, no âmbito de uma reforma administrativa nacional, tendo o seu território sido agregado ao das freguesias de São Pedro de Valbom e de São Martinho de Valbom para formar uma nova freguesia denominada União das Freguesias de Valbom (São Pedro), Passô e Valbom (São Martinho).

## População
| População da freguesia de Passô | População da freguesia de Passô | População da freguesia de Passô | População da freguesia de Passô | População da freguesia de Passô | População da freguesia de Passô | População da freguesia de Passô | População da freguesia de Passô | População da freguesia de Passô | População da freguesia de Passô | População da freguesia de Passô | População da freguesia de Passô | População da freguesia de Passô | População da freguesia de Passô | População da freguesia de Passô |
| ------------------------------- | ------------------------------- | ------------------------------- | ------------------------------- | ------------------------------- | ------------------------------- | ------------------------------- | ------------------------------- | ------------------------------- | ------------------------------- | ------------------------------- | ------------------------------- | ------------------------------- | ------------------------------- | ------------------------------- |
| 1864                            | 1878                            | 1890                            | 1900                            | 1911                            | 1920                            | 1930                            | 1940                            | 1950                            | 1960                            | 1970                            | 1981                            | 1991                            | 2001                            | 2011                            |
| 347                             | 314                             | 312                             | 327                             | 307                             | 320                             | 338                             | 358                             | 343                             | 321                             | 355                             | 329                             | 243                             | 237                             | 208                             |

## História
Pertenceu ao concelho de Pico de Regalados. Com a extinção deste concelho, por decreto de 24 de Outubro de 1855, a freguesia de Passô transitou para o concelho (atual município) de Vila Verde.

## A Lenda do Rio Homem
Em Passô, existe uma lenda que perdura ainda hoje na consciência popular.
A dita lenda reza que, certo dia, pai e filha caminhavam pela estrada quando resolveram parar para descansar. A filha, Joana, desceu a um riacho para beber água. O espanto da jovem veio quando o riacho lhe falou, com voz de homem. Ela, assustada, ouviu, como o riacho lhe dizia que pelo amor que lhe tinha, se transformaria em rio para a seguir. O riacho com voz de homem pediu à jovem Joana que lhe beijasse as águas e dissesse baixinho “Amor”, para selar a promessa. A jovem assim fez, mas de seguida correu para o pai que a chamava.
À noite, enquanto o pai dormia, Joana esgueirou-se para ver se o riacho a seguira. Desceu e deparou-se com um rio! A moça pediu ao rio que se mostrasse na forma de homem, pedido ao que o rio acedeu. No momento em que o rio se fazia homem, o pai de Joana apareceu e, vendo a filha com um rapaz, ficou fora de si e levou-a para longe. O rio feito homem só pôde ver a sua amada a desaparecer.
No dia seguinte, conta o povo, ouviam-se lamentos com voz de homem vindos dos lados do rio. “A senhora passou por aqui? Passou? Passou?”, perguntava a voz. De tanto repetir estas palavras, o lugar ficou conhecido por Passô, e o rio chamou-se Rio Homem. Da protagonista o conto não diz mais, mas a sua memória continua viva na freguesia.

## Lugares
Além da sede, a Freguesia de Passô tinha os seguintes lugares: Banho, Barroso, Cereje, Cova da Raposa, Igreja, Eiras, Nogueira, Paços, Perdelo, Portela, São Lourenço, Sobreira e Telhado.